# The Unofficial Bridgerton Musical
The Unofficial Bridgerton Musical, como su nombre indica, es una creación musical basada en la serie de Netflix Bridgerton. Cuando el 25 de diciembre la serie Bridgerton conmovía a varios usuarios de Netflix, Abigail Barlow, subió una canción de creación propia a Tik Tok, utilizando esta serie como fuente de inspiración. Lo que empezó como una broma de internet, se acabó volviendo viral, y de repente sus seguidores le pedían más canciones basadas en la serie cinematográfica Bridgerton. Así fue cómo medio año más tarde, el 10 de septiembre de 2021 se publicó el Álbum en todas las plataformas de streaming, como por ejemplo en Spotify, de la mano de Emily Bear y Abigail Barlow.
El 3 de abril de 2022, Barlow y Bear recibieron el Grammy 2022 al Mejor Álbum de Teatro Musical.

## Canciones
Las canciones publicadas en el álbum son las siguientes:
1. Tis the Season
2. Lady Whistledown
3. If I Were a Man
4. Penelope Featherington
5. The Ruse
6. Fool For You
7. Alone Together
8. Entertain Me
9. Friend Turned Foe
10. Burn For You
11. Worker Bee
12. Every Inch
13. Burned Me Instead
14. Balancing The Scales
15. Ocean Away

## Historia
En enero de 2021 Abigail Barlow, cantante y compositora, subió un vídeo en su cuenta de Tik Tok, que visualizaron miles de personas. En este se preguntaba: "Y si Bridgerton fuera un musical?". Entonces empezaba a cantar una estrofa inicial escrita por ella misma que se basaba en la relación sentimental entre los personajes principales de la serie, Simon y Daphne. De hecho, ya en la primera escena de los Bridgerton se observa claramente el potencial que tiene la serie de ser un musical, y la joven no lo desaprovecha. El día siguiente publicaba "Burn for You" en otro vídeo en la red, que adquirió todavía más visualizaciones y llamó la atención de más fans.
Al ver el éxito que tenían los inicios de sus dos composiciones "Oceans Away" (que al inicio era una balada de piano denominada "Daphne's Song") y "I Burn For You", puesto que consiguieron llegar a 260 millones de visualizaciones en Tik Tok y a 48 millones de likes en total, Barlow contactó con Emily Bear, compositora con quien ya había trabajado, y con quien acabó grabando el álbum "The Unofficial Bridgerton Musical". Según ella misma expresó a Papel Magazine: "Las dos estábamos un poco frustradas en nuestras carreras solistas, esperando poder cambiar y hacer algo diferente", "inmediatamente después de que empezara a tener éxito escribí a Emily, "Y si esto fuera un proyecto completo?"".
Con el permiso del reparto y los equipos de la serie, el dúo de compositoras escribió, produjo, representó y grabó 15 canciones originales con poco más de medio año. El álbum, que recibe influencias del teatro musical, pero también contemporáneas y del género pop, está plegado de diálogos en medio de las canciones, siguiendo realmente las características propias de los musicales. Este hecho hace que resulte fácil para la audiencia situarse en el momento específico de la serie al cual se está haciendo referencia. En el álbum, Barlow es la cantante de todas las piezas, cambiando de registros, texturas y técnica para adaptarse a los diferentes personajes que tiene que interpretar, y Bear está al frente de la orquestación, si bien las canciones están escritas por ambas.
El álbum ha sido exitoso, tanto, que la escritora de Bridgerton (serie novelística en que se basa la serie y, por lo tanto, el álbum) afirmó conocerlo. Julia Quinn expresaba: "Lo sé todo sobre el álbum y me está encantando.". Además, The Unofficial Bridgerton Musical consiguió posicionarse como número 1 a ITunes U.S. Pop Albums solo dos horas después de su lanzamiento y en el ranking de los Top 10 a nivel mundial.

## Influencia de internet y las redes sociales
El triunfo que ha supuesto el álbum es un claro indicador de la creciente influencia de Internet y de las redes sociales, y de cómo estos pueden ser de utilidad a la hora de visibilizar artistas independientes y noveles (aunque en este caso, ambas jóvenes ya tenían carreras exitosas, pero seguramente no eran demasiado reconocidas por el público general). Aún más teniendo en cuenta el contexto, en el cual la COVID tuvo cerradas en casa a millones de personas durante días.
Las colaboradoras musicales han demostrado ser mucho más que una moda pasajera de Tik Tok. No solamente aparecieron durante todo el mes de enero en los FYP (página "For You", es decir, la página inicial de Tik Tok) de millones de personas, sino que utilizaron esta fama adquirida en la app como proceso inicial de un proyecto creativo. De este modo, al igual que uno de sus predecesores: Ratatouille the Musical, rompieron con el proceso embrionario y elemental de creación artística habitual, cambiando así la manera de concebir la confección de los proyectos musicales en general.
Además, las jóvenes músicos aprovecharon la oportunidad de que su proyecto hubiera nacido en las redes, para poder desmitificar el proceso creativo. Decidieron transmitir en directo y en tiempo real las horas dedicadas a la de ideación, composición, orquestación y ensayo del proyecto, así como llevar a cabo diálogos y debates con sus fans en diversas de sus redes sociales y plataformas. Este hecho supuso que la audiencia se sintiera mucho más partícipe del desarrollo y la concepción del álbum.
Este fenómeno de redes y éxito final del álbum en parte se dio porque Barlow y Bear decidieron enseñar su progreso de "entre bastidores". "No esperábamos que la gente disfrutara al vernos escribir durante 4 horas seguidas o cómo nos quedábamos atascadas en una estrofa durante una hora", confesaba Emily Bear "los creadores no son conscientes de que la mayoría de personas no saben qué significa escribir una canción o un musical. Para alguien que no tiene ni idea de cómo es el proceso, lo encuentran interesante.". Es por eso que en estos directos se  conectaron centenares de personas.
La red de conexión que se crea en estas plataformas es muy práctica para los artistas porque permite recibir feedback de su público respecto a cada canción y cada paso, por pequeño que sea, del proceso creativo. El público, que en realidad es quien tiene el poder en cuanto a la popularidad de un producto, puede dar su opinión y esto genera un espiral positivo, puesto que cómo los creadores pueden utilizar estas críticas para mejorar, el contenido que construyan podrá ser más adecuado al que pide la audiencia. Esto, explica Bear: "da a la gente talentosa una oportunidad de exhibir sus capacidades ante una audiencia que quiere escucharlas", sobre todo en un sector tan elitista cómo es el teatro musical, en el cual se hace difícil iniciarse. Es decir, las redes sociales se están convirtiendo literalmente en un medio a través del cual abrirse camino en la industria de la música y el arte.

## Prensa
Este fenómeno de redes ha recibido buena crítica por parte de varias revistas, diarios y canales de televisión, como por ejemplo Forbes, The Today Show, Variety, People, Playbill, Kelly Clarkson, BBC, NPR, Boston Globe, Edition, Deadline, Chicago Tribune, Cosmopolitan, Broadway World, Refinery29, Entertainment Weekly, NBC, The Guardian, Distractify, etc.
Entonces, después de ganar el Grammy el 14 de abril, nuevamente fueron invitados en el programa Today Show e interpretaron Burn for you.

## Actuaciones
A pesar de haberse dado a conocer a través de pantallas, Abigail Barlow y Emily Bear han hecho varias actuaciones en escenarios reales para mostrar las canciones publicadas en el álbum, como por ejemplo la actuación en el quincuagésimo cumpleaños de The Kennedy Center.
También han llevado a cabo entrevistas e interpretaciones en vídeo, como por ejemplo la actuación publicada a Playbill.